# Timonius oktediensis
Timonius oktediensis là một loài thực vật có hoa trong họ Thiến thảo. Loài này được S.P.Darwin miêu tả khoa học đầu tiên năm 1994.